# Antoni Stanisław Czetwertyński-Światopełk
Antoni Stanisław Światopełk-Czetwertyński (ur. 1748, zm. 28 czerwca 1794) – książę kasztelan przemyski od 1790 roku, w 1773 poseł bracławski na Sejm Rozbiorowy 1773–1775, jako członek delegacji powołanej dla ułożenia i ratyfikacji traktatów z państwami zaborczymi po I rozbiorze Polski był przedstawicielem opozycji. Zausznik ambasady rosyjskiej, przeciwnik Konstytucji 3 maja, marszałek konfederacji targowickiej od marca 1793 roku, konsyliarz jej konfederacji generalnej koronnej, odznaczony Orderem Orła Białego. W 1773 roku pobrał 150 czerwonych złotych z kasy wspólnej trzech dworów rozbiorczych.
Członek konfederacji Adama Ponińskiego w 1773 roku. Członek konfederacji Andrzeja Mokronowskiego w 1776 roku i poseł na sejm 1776 roku z województwa bracławskiego.
Był członkiem konfederacji Sejmu Czteroletniego. Figurował na liście posłów i senatorów posła rosyjskiego Jakowa Bułhakowa w 1792 roku, która zawierała zestawienie osób, na które Rosjanie mogą liczyć przy rekonfederacji i obaleniu dzieła 3 maja. Był rotmistrzem targowickiej formacji Brygady Kawalerii Narodowej Znaków Hussarskich pod Imieniem Województwa Bracławskiego. W 1792 roku był delegowany przez konfederację targowicką do zasiadania w Komisji Skarbowej Wielkiego Księstwa Litewskiego.
W 1785 roku został kawalerem Orderu Świętego Stanisława.
28 czerwca 1794 roku w czasie insurekcji kościuszkowskiej został wywleczony z więzienia i bez sądu powieszony jako zdrajca przez tłum warszawski.
Jego dziećmi z pierwszego małżeństwa z Teklą zd. Kampenhauzen (von Campenhauzen, pochodzącą z inflanckiej szlachty) byli:
- Maria (1779–1854), która wyszła za mąż za rosyjskiego księcia Dymitra Naryszkina, a następnie została wieloletnią metresą cara Aleksandra I[14],
- Janina (zwana Żanetą), która wraz siostrą trafiła w 1795 na carski dwór i tam nawiązała krótki romans z Konstantym, bratem Aleksandra I[15],
- Borys, który został pułkownikiem rosyjskiej armii biorąc udział w wojnach napoleońskich.